# Caupolicanazo
El Caupolicanazo fue un mitin político desarrollado en el Teatro Caupolicán de Santiago de Chile el miércoles 27 de agosto de 1980 por parte de opositores a la dictadura militar como un acto en apoyo a la opción «No» en el plebiscito sobre una nueva Constitución Política de la República.

## Antecedentes

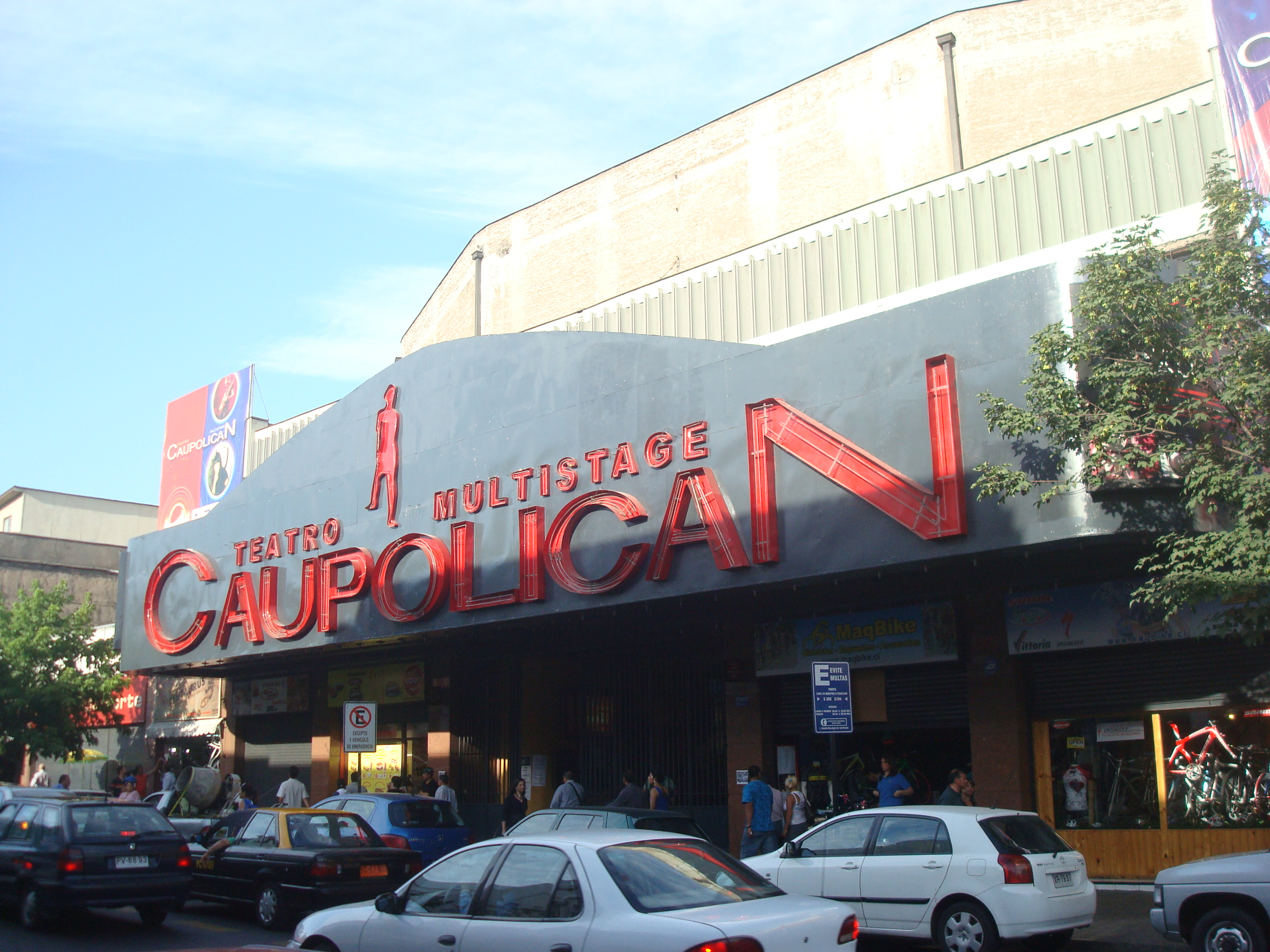
Teatro Caupolicán, lugar donde se desarrolló el evento.

La organización del evento, denominado formalmente como «Reunión de los chilenos libres», fue encargada a Genaro Arriagada, del Partido Demócrata Cristiano (PDC). Se había solicitado que el evento fuese emitido por cadena nacional de radio y televisión, a lo cual la Junta Militar se negó.
La seguridad del evento fue encargada a Juan Hamilton y Enrique Krauss, ambos militantes del PDC, quienes coordinaron y dispusieron el espacio que tendrían los distintos militantes de partidos opositores a la dictadura.

## Desarrollo

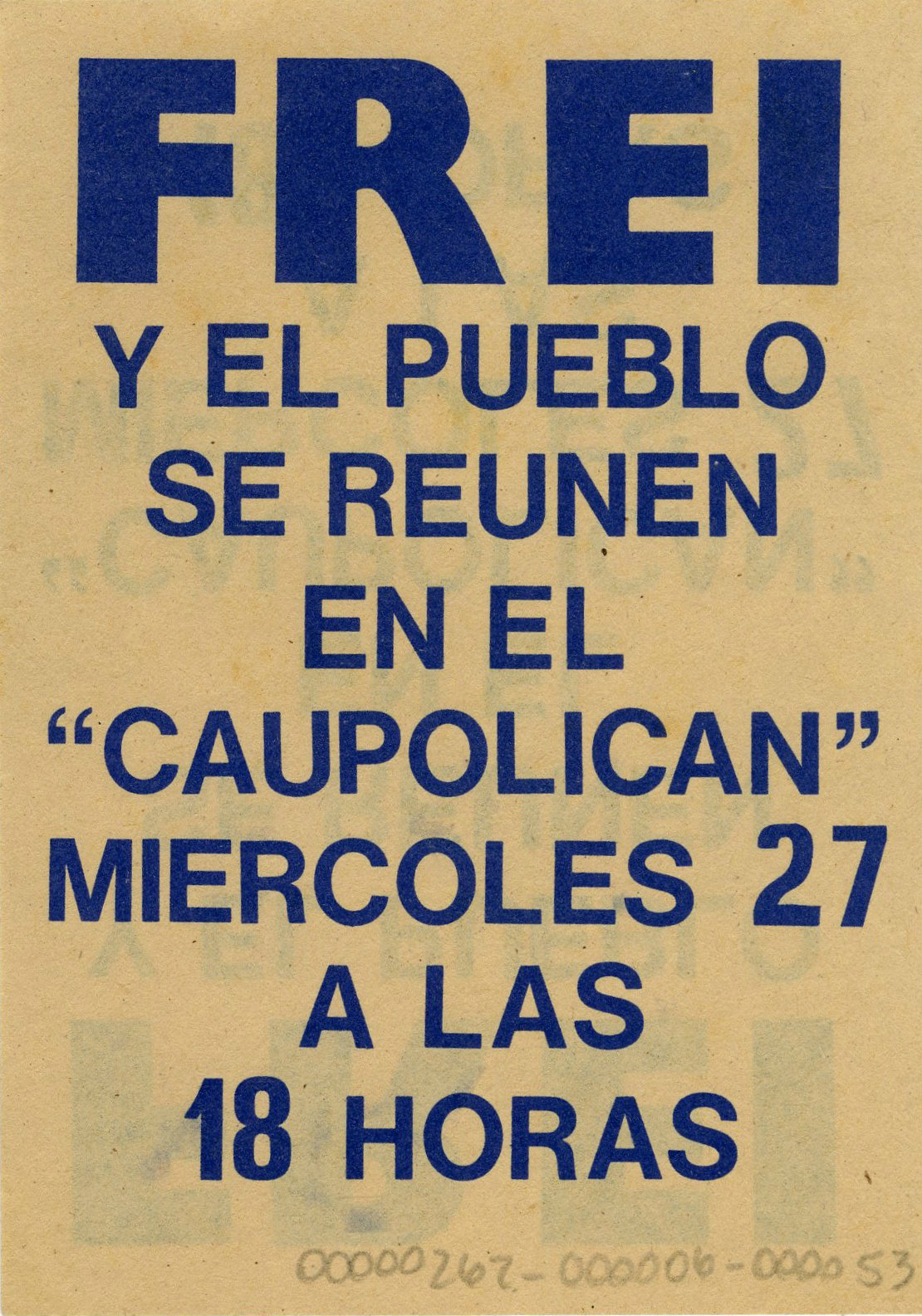
Panfleto convocando al Caupolicanazo.

El acto se inició alrededor de las 20:00 y fue emitido por las radioemisoras Cooperativa, Chilena y Santiago, las cuales crearon una cadena denominada «Cadena radial de los hombres libres», a la cual se unieron 12 radioemisoras fuera de la capital chilena. La transmisión inició con el Himno de la alegría como sintonía de fondo.
Los animadores del evento fueron el político democratacristiano Ricardo Hormazábal, la actriz Ana María Palma y el actor José Manuel Salcedo. Los primeros discursos del acto estuvieron a cargo de Manuel Sanhueza Cruz —abogado constitucionalista de la Universidad de Concepción—, y el catedrático de la Universidad Austral de Chile, Jorge Millas. Luego ocurrió un intermedio artístico consistente en la lectura de un texto asociado a la libertad y la vida cívica a cargo de Roberto Parada, y posteriormente vendría el discurso del expresidente de la República, Eduardo Frei Montalva, que era considerado el evento central del mitin.
El discurso de Frei Montalva, además de llamar a votar «No» en el plebiscito del 11 de septiembre de 1980, planteaba alternativas para una transición democrática y el fin de la dictadura militar. Dentro de los planteamientos realizados estaba que tras el supuesto triunfo del No en el plebiscito se organizara «un gobierno de transición cívico-militar cuyos objetivos básicos serán restablecer durante un plazo de dos o tres años como máximo las condiciones para restañar las heridas del pasado, restablecer la unidad nacional y la paz entre los chilenos, recuperar el pleno ejercicio del régimen democrático y garantizar la seguridad interna y externa de los chilenos». También señalaba que «una vez constituido este gobierno de transición se elija por votación popular una asamblea constituyente u otro mecanismo auténticamente representativo... que tendrá a cargo la elaboración de un proyecto de Constitución, que se someterá a plebiscito, bajo un sistema que dé absolutas garantías...»
El número de asistentes varía según las fuentes: los organizadores cifraron en 100 000 personas que asistieron al teatro o sus inmediaciones, mientras que observadores imparciales reducen la cifra a aproximadamente 50 000 asistentes. Entre los asistentes que estaban en las primeras filas del teatro se encontraban Bernardo Leighton, los escritores Jorge Edwards, Guillermo Blanco, Luis Sánchez Latorre y Pablo Huneeus; los dirigentes sindicales Tucapel Jiménez, Manuel Bustos y Ernesto Fogel; Jaime Castillo Velasco; los artistas Delfina Guzmán, Roberto Parada, José Manuel Salcedo y Nissim Sharim; los políticos Jaime Pacheco, Juan Hamilton, Orlando Cantuarias, Gustavo Cardemil, Ernol Flores, Hugo Zepeda Barrios, Andrés Zaldívar, Edgardo Boeninger, Alejandro Hales, Raúl Troncoso, Wilna Saavedra, Belisario Velasco, Máximo Pacheco Gómez, Fernando Castillo Velasco, Enrique D’Etigny e Igor Saavedra.

## Consecuencias
Diversos dirigentes políticos opositores a la dictadura, especialmente del PDC, han señalado que el discurso de Frei Montalva en el Teatro Caupolicán selló su destino, considerando que fallecería el 22 de enero de 1982 —casi un año y medio después de dicha intervención— después de dos intervenciones quirúrgicas, lo que levantó sospechas de que habría sido un magnicidio orquestado por la dictadura militar. El 18 de agosto de 2023 la Corte Suprema dictó la sentencia definitiva y absolvió a todos los condenados por la muerte del expresidente Frei, estableciendo que no existen antecedentes que permitan probar un homicidio y eventuales maniobras para ocultar un envenenamiento.